# Böröndi Tamás
Böröndi Tamás (Budapest, 1955. március 8. – Budapest, 2020. november 23.) magyar színész, színházigazgató.

## Élete és pályafutása
1980-ban színészként diplomázott Kazán István és Versényi Ida osztályában, a Színház- és Filmművészeti Főiskolán. Színészi pályáját a debreceni Csokonai Színház társulatának tagjaként kezdte, mellette vendégművészként a Rock Színházban is szerepelt. A West Side Story című produkcióban Riff és Bernardo szerepét alakította. 1984-től a Fővárosi Operettszínházban, majd a Bodrogi Gyula által vezetett Vidám Színpadon játszott. 2002-től szabadfoglalkozású művészként dolgozott különböző társulatoknál (Karinthy Színház, Budaörsi Latinovits Színház, Kalocsai Színház).
A Vidám Színpad 2013-tól új helyszínen, az óbudai Átrium EuroCenter bevásárlóközpontban tartotta előadásait, Böröndi a társulat igazgatója volt. Korábban a Rock Színház musicalstúdiójában, majd az Arany 10 musicalstúdióban is zenés színészmesterséget tanított. A színház vezetése és a színészet mellett díszlettervezéssel is foglalkozott.
2020 novemberében koronavírus-fertőzés miatt kórházba került, lélegeztetőgépen tartották, azonban november 23-án elhunyt.

## Magánélete
Háromszor nősült. Már házasságai előtt született egy lánya. Második feleségétől ikerlányai születtek, Lilla és Anna (1999. november 23.). Kovács Zsuzsa színésznővel kötött házassága hét évig tartott. Párja 2011 óta Götz Anna színésznő volt, akivel 2016 augusztusában tartották esküvőjüket.

## Fontosabb színházi szerepei
- Fényes Szabolcs: Maya... Rudi
- Ábrahám Pál: Viktória... Jancsi
- Ábrahám Pál: Bál a Savoyban... Celestin
- Szirmai Albert – Bakonyi Károly: Mágnás Miska... Miska
- Franz von Suppé: Boccaccio... Pietro
- John Osborne: Dühöngő ifjúság... Cliff Lewis
- Peter Shaffer: Black Comedy... Harold
- Döme Zsolt – Szenes Iván: Az utolsó bölény... A gróf
- Ray Cooney: Délután a legjobb... Edward
- Ray Cooney: Család ellen nincs orvosság... Dr. Hubert Bonney; Dr. David Mortimore
- Ray Cooney: Dől a lé, avagy pénz áll a házhoz... Vic (Henry barátja)
- Cy Coleman – Michael Stewart: Szeretem a feleségem... Willy
- Jerry Herman – Harvey Fierstein – Jean Poiret: Őrült nők ketrece... Jacob
- Fekete Sándor: A Lilla-villa titka... első árus
- Leonard Bernstein: West Side Story... Riff; Bernardo
- Ben Silverman: Tiszta Amerika... Andy Hopart
- Jule Styne – Bob Merrill – Peter Stone – Robert Thoeren – Billy Wilder – I. A. L. Diamond: Van, aki forrón szereti... Joe
- Madarász Iván: Robin Hood... Jácint barát
- Kálmán Imre: A montmartre-i ibolya... Henry
- Pietro Garinei – Sandro Gioannini – Iaia Fiastri – Armando Trovaioli: Mennyből a telefon... Silvestro
- Huszka Jenő: Mária főhadnagy... Zwickli Tóbiás
- Raoul Praxy – Szenes Iván: Hölgyeim, elég volt!... Crochard
- Lestyán Sándor – Vaszary János: Potyautas... Kapitány
- Eugène Scribe: Vihar egy pohár vízben... Masham
- Szenes Andor: Weekend... Kálmán
- Marc Camoletti: Négy férfi gatyában... Bernard
- Marc Camoletti: Négy meztelen férfi... Bernard
- Alfonso Paso: Ön is lehet gyilkos... Simon Aldebert
- Muszty Bea – Dobay András: Kunigunda hozománya... Békakirályfi
- Zágon István – Nóti Károly – Eisemann Mihály: Hyppolit, a lakáj... Tóbiás
- Jacques Deval – Nádas Gábor – Szenes Iván: A potyautas... Ferbois
- Szántó Armand – Szécsén Mihály – Fényes Szabolcs: Papikás csirke... Gergő (inas)
- Heltai Jenő: Bernát (...aki szalma)... Dr. Családi Bernát (ügyvéd)
- Szilágyi Andor: Leánder és Lenszirom... II. Bölömbér (a környék uralkodója)
- Ödön von Horváth: Mit csinál a kongresszus?... Alfred
- Claude Magnier: Oscar... Oscar (akit mindenki keres)
- Victorien Sardou: A szókimondó asszonyság... Lefebvre
- Gózon Kabaré – Dalok, jelenetek a 100 éves magyar kabaré történetéből... szereplő
- Franz von Schönthan – Paul von Schönthan – Kellér Dezső – Horváth Jenő – Szenes Iván: A szabin nők elrablása... Bányai Márton (tanár)
- Örkény István: Kulcskeresők... Fóris
- Emőd Tamás – Török Rezső: A harapós férj... Tóni, költő
- Michael Parker: A szerelmes nagykövet... Perkins, a komornyik
- Alfonso Paso: Ön is lehet gyilkos... Simon
- Louis Velle: Randevú Párizsban, avagy Szenteltvíz és kokain... Achille Touplaine (könyvkiadó)
- Operett? Musical? Dallamcsata! A tapsod dönt!... szereplő
- Ne-vess-meg minket! – Szilveszteri kabaré... szereplő
- Pierre Barillet – Jean-Pierre Grédy – Nádas Gábor – Szenes Iván: A kaktusz virága... Julien
- Philip King: Futóbolondok... Lionel Toop (tiszteletes)
- Vaszary Gábor: Meg tudom magyarázni (De ki az a BUBUS?)... Gáspár
- Eisemann Mihály – Halász Imre – Békeffi István: Egy csók és más semmi... Robicsek

## Filmek, TV
- Most mi jövünk (1985)
- Kicsi a bors… (sorozat) A vacak és a nulla című rész (1985)...Tamás apja
- Kémeri (sorozat) Embercsempészek című rész (1985)
- Robin Hood (musical)
- Akarsz-e bohóc lenni? (sorozat) Különleges bohócok, a bohócok különlegessége című rész (1987)...Tóbiás
- Három a kislány (Zenés Tv-színház) (1988)
- Nyitott ablak (1988)...Hadnagy
- Hupikék törpikék (1988)...Törpingáló
- A nap lovagjai (1989)
- Aranyoskáim (1996)
- Szamba (1996)...Katonatiszt
- Szomszédok (sorozat) (1989–1999)
- Ön is lehet gyilkos (színházi előadás tv-felvétele)
- Még néhány perc és éjfélt üt az óra... (zenés műsor)
- Jóban Rosszban (sorozat)... (Dr. Kincses Elemér)

## Díszlettervei
- Négy meztelen férfi (Vidám Színpad)
- Délután a legjobb (Vidám Színpad)
- A szerelmes nagykövet (Vidám Színpad)